# Inkompressibel fluid
En inkompressibel fluid har så försumbart små densitetsvariationer att densiteten kan anses vara konstant. Tryckvariationerna i fluiden är så små att fluidens volym inte ändras (i enlighet med kontinuitetsekvationen). Gaser är inkompressibla upp till cirka en tredjedel av ljudets hastighet. Högre hastigheter leder till tryck- och värmeskillnader och därmed densitetsskillnader. Fluiden är då kompressibel.